# Gokukoku no Brynhildr
A Gokukoku no Brynhildr (極黒のブリュンヒルデ; Hepburn: Gokukoku no Buryunhirude, ’Nagyon sötét Brünhilda’) vagy Brynhildr in the Darkness japán science fiction mangasorozat, melynek írója és rajzolója Okamoto Lynn. A manga első fejezete a Shueisha Súkan Sónen Jump szeinen mangamagazinjának 2012 januári lapszámában jelent meg. 2014. április 6-án egy, az Arms stúdió által készített televíziós animeadaptáció is bemutatkozott.

## Cselekmény
A manga története Murakami Rjóka középiskolás diák körül forog, aki nem tudja elfelejteni gyermekkori lány barátját, akit egy baleset során hagyott meghalni. Mivel úgy érzi, hogy az ígéretüket betartva be kell bizonyítania a földönkívüliek létezését, ezért az csillagászati klub tagjaként folyton az eget kémleli. Egy nap egy Kuroha Neko nevű cserediáklány érkezik az osztályába, akik pont úgy néz ki, mint a gyermekkori barátja. Természetfeletti erejével megmenti Rjóta életét egy előre megjósolt balesetben. Később kiderül, hogy Kuroha egy mágiaűző, aki egy földönkívülieket vizsgáló laborból szökött meg. Ezek után Rjóta úgy dönt, hogy segíti a mágiaűzőket, reménykedve benne, hogy rendes életet élhetnek annak ellenére is, hogy üldözik őket.

## Szereplők

### Csillagászati klub
Murakami Rjóta (村上良太; Hepburn: Ryōta Murakami)
Szinkronhangja: Ószaka Rjóta  (japán)
A sorozat főszereplője magas értelmi szinttel és fotografikus memóriával. A NASA-nál akar kutatóként dolgozni egy a gyermekkori barátjával, Kuronekóval kötött ígérete miatt. Miután megismerkedik a mágiaűzőkkel úgy dönt, hogy menedéket biztosít nekik egy elhagyott csillagvizsgálóban, annak ellenére, hogy tudja, hogy ezért az életével fizethet.
Kuroha Neko (黒羽寧子; Hepburn: Neko Kuroha)
Szinkronhangja: Taneda Risza  (japán)
Kuroha a sorozat női főszereplője, egy B szintű mágus, aki a telekinézis és a 12 méternél közelebbi, szervtelen anyagok elpusztításának képességével bír. Feltűnő hasonlóságot mutat Rjóta halottnak vélt gyermekkori barátjával, Kuronekóval (クロネコ) szemben. Rjótához hasonlóan ő is a NASA kutatója akar lenni, hogy megtudja hány csillagkép van összesen. Amikor az erejét használja, akkor a memóriájának egy része törlődik, így Rjóta megpróbálja rávenni, hogy amennyire csak lehet ne használja őket.
Tacsibana Kana (橘佳奈; Hepburn: Kana Tachibana)
Szinkronhangja: Szuzaki Aja  (japán)
B szintű mágus, aki balesetet szenvedett, miközben „felkantározták”. A bal kezét leszámítva egész teste lebénult, és egy billentyűzetet használ a külvilággal való kommunikálásra. Kazumi állítása szerint mozoghatna, ha akarna, de ismeretlen okok miatt ezt mégsem teszi. Kana kezdetben nagyon goromba Rjótával és a többiekkel, de végül összebarátkozik velük. Az ételt kizárólag folyékony formában tudja elfogyasztani. Képessége, hogy láthatja azok jövőjét, akik hamarosan meg fognak halni, amit Rjóta arra használ, hogy előre felkészüljön azok ellen, akik veszélyt jelenthetnek Kuroha vagy a többiek ellen.
Kazumi Schlieren-Sauer (カズミ=シュリーレンツァウアー; Hepburn: Kazumi Shurīrentsauā)
Szinkronhangja: M.A.O  (japán)
AB szintű mágus, aki a hackelésre és az adatgyűjtésre szakosodott. Félig német származású. Kutatási száma 2670. Egy osztályba jár Kurohával és Rjótával. Kazumi hajlamos perverz dolgokat művelni, és szeretne egy gyermeket Rjótától egyfajta bizonyítékként a létezéséről. Nevét Gregor Schlierenzauer osztrák síugróról kapta.
Takatori Kotori (鷹鳥小鳥; Hepburn: Kotori Takatori)
Szinkronhangja: Tadokoro Azusza  (japán)
B szintű mágus, aki teleportálással képes kicserélni a tárgyakat. Kutatási száma 1107. Vidám típus, jól tud főzni, de kétbalkezes. Később kiderül, hogy a Vingulf a nyomában van, mivel potenciálisan elpusztíthatja a világot.

### Kutatóintézet
Icsidzsiku Csiszato (九千怜; Hepburn: Chisato Ichijiku)
Szinkronhangja: Tócsi Hiroki  (japán)
A mágus kutatási kísérlet vezető kutatója a Vingulfnál. A Vingulf 100 évvel korábban bizonyosságot nyert a földönkívüliek létéről, de ezt soha nem tárták a nyilvánosság elé, helyette egy szupertitkos kutatást indítottak rajtuk. Később megtudja, hogy egy középiskolás fiú a mágusok segítségére van, viszont nem jön rá, hogy az Rjóta.
Kurofuku (黒服)
A kutatólabor munkatársa. Ugyan háttértörténete ismeretlen, azonban Icsidzsiku elismeri a tudása miatt. Kirúgják miután nem sikerült elfognia egy B szintű mágust még Mizuka jövőbelátó képességével sem, később meggyilkolják.
Cucsija Juki (土屋邑貴; Hepburn: Yuki Tsuchiya)
A Vingulf kutatási labor újonnan kinevezett munkatársa, aki később alkalmatlanak bizonyul a munkájára, mivel szimpátiát érez a földönkívüliekkel.
Akane (茜)
Női kutató, aki megsérül Kuroha szökési kísérlete folyamán. Egy csomagot ad Kurohának és megbízza, hogy mentse meg a világot a teljes pusztulástól. A csomagban egy levél, egy megtermékenyített földönkívüli petesejt és egy kommunikációs eszköz van. Kuroha Rjótának adja a földönkíüli mintát és a kommunikációs eszközt. Akane sorsa nem ismert.

### Boszorkák
Tokó Nanami (斗光奈波; Hepburn: Nanami Tokō)
Egyedi AA+ szintű mágus. Halk szavú, édesszájú. Kutatási száma 5210. Képessége, hogy képes elemezni és módosítani az emberek memóriáját. Rjóta megfigyelőképességeit lenyűgözőnek találja. Miután összebarátkozik Kurohával és a klubbal végül a kantárja elolvasztja, azonban még előtte beültette tudatát Rjóta memóriájába. A mangában arra is utalást tesznek, hogy rejtett képességei is vannak.
Mizuka (瑞香; Hepburn: Mizuka)
A legerősebb, AAA szintű mágus, kódnevén Skadi. Kana képességéhez hasonlóan előrelát a jövőbe, viszont 100% pontossággal. Számos testrészét elvesztette, és mozgásképtelen. Jukival barátok. Álmában lehetőséget ad Kazuminak, hogy megválassza melyik jövő következzen be. Erejének utolsó cseppjeit kihasználva információkkal látja el a kutatási labort Takatori hollétéről, majd elolvad. Rjótának sikerül belezavarnia Mizuka jóslatába, ezzel valószínűleg megmenve a lányokat.
Szaori (沙織; Hepburn: Saori)
AA szintű hibrid mágus, aki két típusú varázslat használatára is képes. Bárkit képes felszeletelni 3 méteres sugárban, illetve egy percig visszamenőleg képes manipulálni az időt, viszont utóbbitól azonnal kiold a kantárja. Mivel nem sikerült megölni Kurohát, ezért a kantárja elolvasztja.
Kikako (キカコ)
AA+ szintű mágus, a „kivégző egység”. Képessége, hogy egy erős sugárral képes megöli bárkit. Kotori Kikakót egy rúdhoz kikötve teleportálja, majd később kikapcsolják.

### Egyéb szereplők
Hasiratani Kogoró (柱谷小五郎; Hepburn: Kogorō Hashiratani)
Rjóta nagybácsija, orvos, akit Rjóta megkér, hogy készítse el a mágusok életben maradásához szükséges gyógyszert. Nem szeret hosszabb távolságokba utazni, visszautasítja a tengerentúli meghívásokat, és inkább a lakóvárosában marad. Nem hajlandó elhinni, a természetfeletti jelenségeket amíg Kana jóslata bizonyosságot nem nyer. Később a megtermékenyített földönkívüli petesejt vizsgálatába fog, amit Rjóta adott át neki.
Hatta Kicuka (八田結花; Hepburn: Kitsuka Hatta)
Középiskolás tanuló, Rjóta szomszédja, akit a fiú korrepetál. Valószínűleg szerelmes Rjótába.

## Médiamegjelenések

### Manga
A Gokukoku no Brynhildr mangát Okamoto Lynn írta és rajzolta. Első fejezete 2012 januárjában jelent meg a Shueisha Súkan Sónen Jump magazinjában. Az első tankóbon kötet 2012. május 18-án jelent meg, és 2014. április 18-ig összesen kilenc kötet jelent meg.

### Anime
2013. november 11-én bejelentették a sorozat animeadaptációját. Az animét az Arms stúdió készítettw Imazumi Kenicsi rendezésében, Kitadzsima Jukinori a fő szövegkönyvíró, míg Kuraszu Hiroaki a vezető animációs rendező és a szereplő tervező szerepét vállalata magára. A sorozat 2014. április 6-on indult a Tokyo MX televízióadón, majd később a ytv, a CTV, a BS11 és az AT-X csatornákon is műsorra került.